# 보왕구
보왕구(한국어: 박망구, 중국어: 博望区, 병음: Bówàng Qū)는 중화인민공화국 안후이성 마안산 시의 현급 행정 구역으로 면적은 351km2, 인구는 183,500명이다. 2012년 9월 당투 현에서 분리되어 신설되었다.

## 행정 구역
3개 진을 관할한다.
- 진: 博望镇, 丹阳镇, 新市镇